# Baro Yaman
Baro Yaman is een bestuurslaag in het regentschap Pidie van de provincie Atjeh, Indonesië. Baro Yaman telt 1705 inwoners (volkstelling 2010).